# مای سین به هالیوود می‌رود: فیلم
مای سین به هالیوود می‌رود: فیلم (به انگلیسی: My Scene Goes Hollywood: The Movie) فیلم پویانمایی محصول سال ۲۰۰۵ می‌باشد که بر پایهٔ عروسک‌های مای سین شرکت متل ساخته شده‌است. در این فیلم باربی با خواننده و بازیگر آمریکایی لیندزی لوهان در نقش خودش بازی می‌کند. مای سین به هالیوود می‌رود: فیلم سومین فیلم با شخصیت‌های مای سین است و از بین آن سه، تنها فیلم کامل می‌باشد. اگرچه نام فیلم اشاره بر گردش در هالیوود، لس آنجلس دارد اما داستان و وقایع فیلم همگی در محل زندگی کل شخصیت‌های فیلم، نیویورک جریان دارند.